# Cabinet du premier ministre
Pour les articles homonymes, voir CPM.
Au Canada, le Cabinet du premier ministre ou CPM (anglais : Office of the Prime Minister ou PMO) comprend le premier ministre et ses plus proches collaborateurs et conseillers. Il est considéré comme une des institutions les plus puissantes du gouvernement canadien.
Le CPM est une institution politique. Il ne doit pas être confondu avec le Bureau du Conseil privé, qui est à la tête de la fonction publique fédérale et est non-partisan.

## Fonction
Un des rôles les plus importants du Cabinet du premier ministre (CPM) est relié aux nominations des membres du gouvernement, mais puisque le Canada est une monarchie constitutionnelle, elles sont basées sur les conseils du premier ministre (PM). Donc le CPM assiste le PM dans la recherche des candidats pour que le PM puisse les donner au monarque comme les nominations pour les positions comme celui de Gouverneur Général, des lieutenants-gouverneurs (des provinces, parce que toutes les provinces sont gouvernées individuellement par un représentant du monarque), des Sénateurs, des juges de la Cour Suprême, et des Chefs des Sociétés d'état.
Un grand nombre de provinces possèdent des organismes similaires au CPM.

## Composition
Le CPM est dirigé par le Chef du cabinet.